# Bakufu
gouvernement militaire
Le bakufu (幕府, litt. « gouvernement shogunal ») ou shogunat (de shogun) est un gouvernement militaire ayant eu cours au Japon de la fin du XIIe siècle à la révolution de l’ère Meiji (1868).

## LesBakufu
Le Japon médiéval a connu trois bakufu.

### Bakufude Kamakura
Le bakufu de Kamakura (鎌倉幕府) ou shogunat de Kamakura (1192-1333), composé de trois organes : 
- le mandokoro, bureau des affaires administratives, qui s’occupe des finances et de la politique étrangère ;
- le samurai-dokoro, qui s’occupe des affaires militaires et de la police ;
- le monchūjo, haute cour de justice qui s’occupe de toutes les affaires juridiques.

### Bakufude Muromachi
- Le bakufu de Muromachi (室町幕府?) ou shogunat Ashikaga (1338-1573).

### Bakufud’Edo
Le bakufu d'Edo (江戸幕府) ou shogunat Tokugawa (1603-1867) est composé de différents organes qui le dirigent :
- le tairō (大老?) ou « grand ancien » ;
- le conseil des rōjū (老中?) ou « conseil des anciens » ;
- le conseil des wakadoshiyori (若年寄?) ou « conseil des jeunes anciens » ;
- l'ōmetsuke (大目付?) ou « censorat » ;
- les machi-bugyō (町奉行?) ou « gouverneurs civils ».

Il a aussi mis sur pied une unité militaire d’élite, le denshūtai, qui a combattu durant la guerre de Boshin (1868-1869).